# Сунженский район (Ингушетия)
Су́нженский райо́н (ингуш. Шолжа шахьар) — административно-территориальная единица и муниципальное образование (муниципальный район) в Республике Ингушетии Российской Федерации.
Административный центр — город Сунжа (до 2015 года — станица Орджоникидзевская, в 2015—2016 годах — пгт Орджоникидзевская, затем Сунжа), который с декабря 2016 года в состав района не входит.

## География
Сунженский район находится в восточной и центральной части Республики Ингушетия. На северо-западе граничит с Малгобекским районом, на западе — с Назрановским районом и Пригородным районом Республики Северная Осетия — Алания, на юге — с Джейрахским районом республики, на востоке — с несколькими районами Чеченской Республики.
Водные объекты
- Сунжа
- Асса
- Фортанга
- Фаэтонка
- Чемульга
- Ерусалимка
- Арштынка
- Шиналик
- Мокрая
- Чугунка
- Солёная
- Камышовая
- Дубовая
- Алханчуртский канал

Горы
- Кулейлам — 2915 м
- Леймайлам — 2496,9 м
- Беншинкорт — 2408,1 м
- Геалердыкорт — 2205,3 м
- Пане — 2168 м
- Кейлелам — 1842,9 м
- Ушкорт — 1633 м
- Барахчи — 1514,2 м
- Ердыкорт — 1453,6 м
- Цейшты — 1443 м
- Лонжекорт — 1360,6 м
- Чуб — 1098,9 м
- Карабулак — 723 м
- Разрытая — 652,4 м
- Пронина — 528,7 м

Хребты
- Терский
- Сунженский
- Амитинский
- Аждук
- Цейшты
- Цорейлам
- Скалистый (Цейлом)

## История

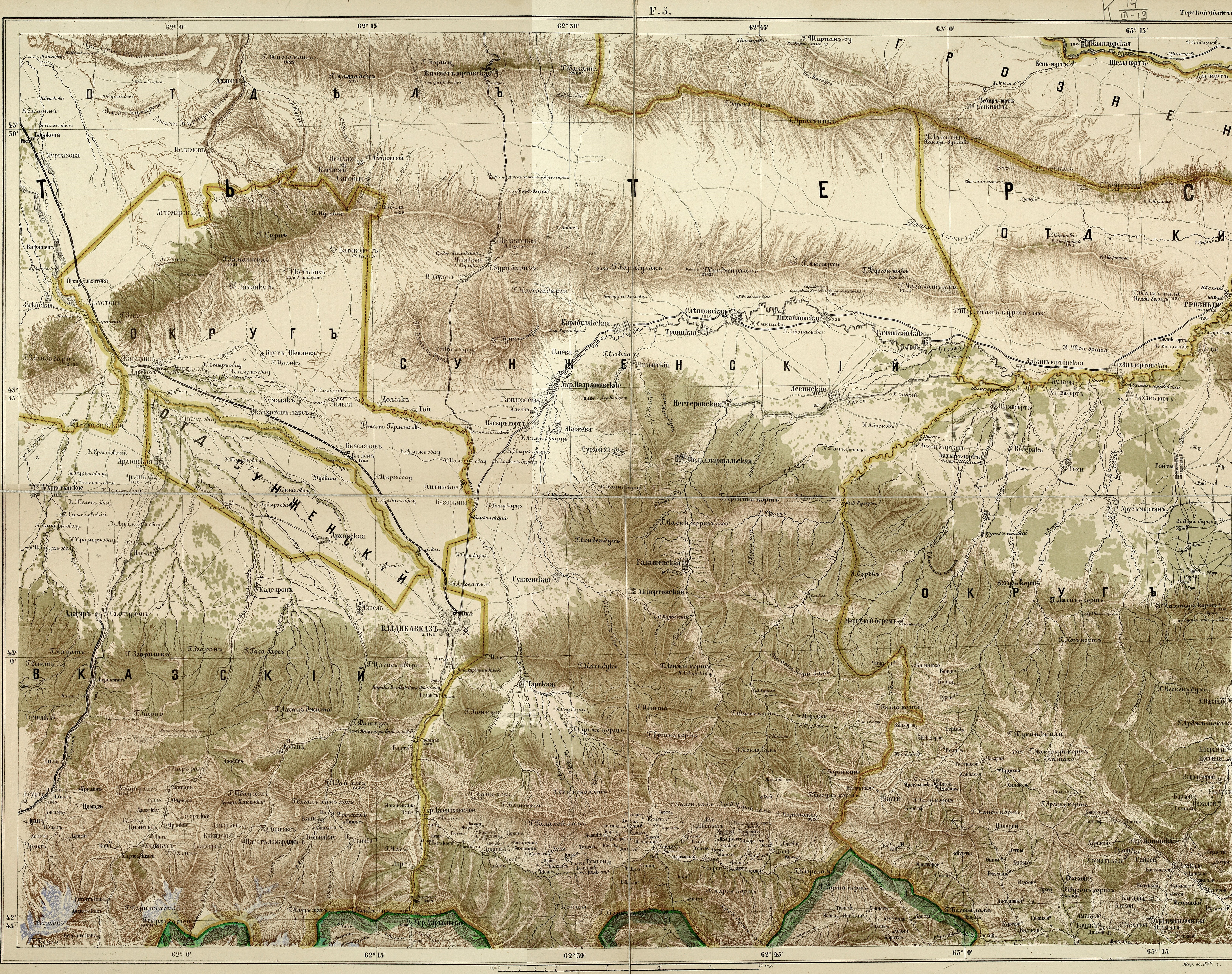
Сунженский отдел, в состав которого с 1888 по 1920 г. входила территория Сунженского района

В 1860—1920 годах территория современного района входила в состав Терской области. В 1920 году в составе Горской АССР был сформирован Ингушский округ, а осенью 1921 года основан Сунженский казачий округ, выделенный из Чеченского округа. Эти два округа делили между собой территорию современного Сунженского района Ингушетии (горные районы находились в составе Ингушского округа, а предгорные и равнинные районы в долинах Сунжи и Ассы — в составе Сунженского казачьего округа).

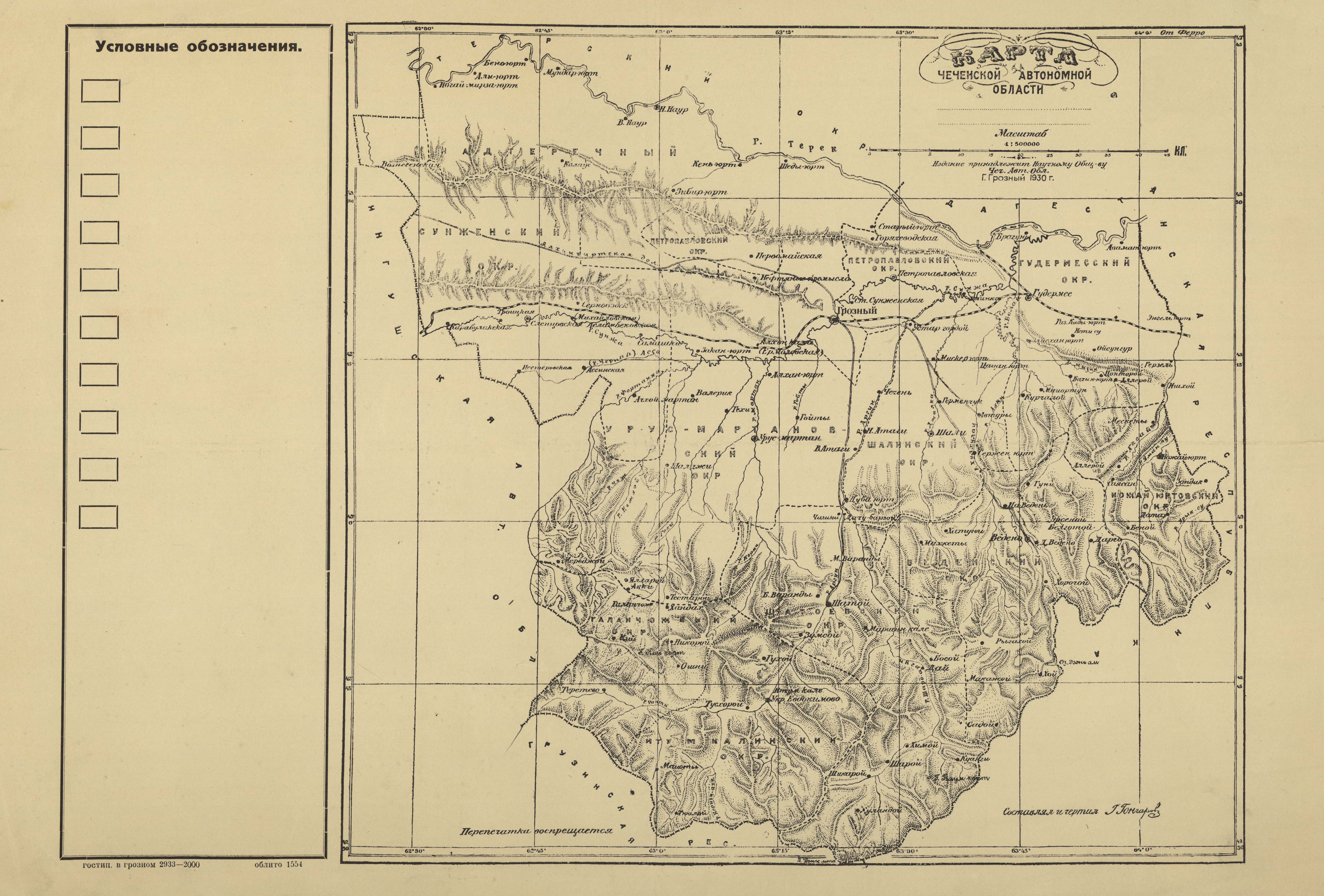
Сунженский округ в Чеченской Автономной Области. 1930 г.

В 1929 году Сунженский казачий округ был упразднён, а его южная часть (современный север и центр Сунженского района Ингушетии, часть Малгобекского района, а также некоторые территории, входящие ныне в состав Сунженского и Ачхой-Мартановского районов Чечни) тогда же была включена в состав Чеченской автономной области. В 1934 году Чеченская АО была объединена с Ингушской АО в Чечено-Ингушскую АО (с 1936 года — Чечено-Ингушская АССР), в составе которой был создан Сунженский район.
В период существования Грозненской области (1944—1957) эти территории входили в её состав и не передавались другим республикам, вплоть до восстановления Чечено-Ингушской АССР в 1957 году. Сунженский район ЧИАССР просуществовал до 1992 года.
После попытки казачьей общины проживающих в Сунженском районе Ингушетии создать на этой территории свой автономный округ в 1991 году, политический проект по восстановлению Сунженского казачьего округа теряет свою этническую базу. Территория, некогда входившая в этот округ, границы которой формально еще не были установлены окончательно, по принципу преобладающего этнического расселения является частью Сунженского района Республики Ингушетия.
В марте 2003 года, незадолго до проведения в Чечне референдума по принятию республиканской конституции, в опубликованном проекте конституции среди входящих в состав региона районов был назван и Сунженский. За две недели до проведения референдума президент Чечни Ахмат Кадыров встретился с президентом Ингушетии Муратом Зязиковым. Ингушская сторона настаивала на исключении Сунженского района из перечня административных районов ЧР, но Кадыров не согласился, и упоминание Сунженского района в Конституции Чечни было сохранено, однако лидеры Чечни и Ингушетии достигли договорённости временно сохранить существующую границу между республиками. Таким образом, Сунженский район Чечни образовали всего 2 населённых пункта бывшего Сунженского района ЧИАССР — станицы Ассиновская и Серноводская, оставшиеся под контролем Чеченской Республики Ичкерия в 1992 году.
Статус муниципального Сунженский район Ингушетии получил только в 2009 году. Тогда же в его составе было образовано 11 муниципальных образований со статусом сельского поселения.
5 июня 2015 года был принят закон Республики Ингушетия о преобразовании сельского поселения Орджоникидзевское в городское. Станица Орджоникидзевская, соответственно, стала посёлком городского типа. 3 февраля 2016 года он был переименован в пгт Сунжа. В середине 2016 года было переименовано и соответствующее городское поселение. 25 ноября 2016 года городское поселение Сунжа было преобразовано в городской округ и выведено из состава района. Пгт, в свою очередь, получил статус города.

## Население
| 2002     | 2006     | 2007     | 2008     | 2009     | 2010     | 2011     | 2012     | 2013     |
| -------- | -------- | -------- | -------- | -------- | -------- | -------- | -------- | -------- |
| 119 826  | ↗124 650 | ↗125 818 | ↗127 157 | ↗129 062 | ↘116 470 | ↗116 866 | ↗118 973 | ↗119 973 |
| 2014     | 2015     | 2016     | 2017     | 2018     | 2019     | 2020     | 2021     | 2023     |
| ↗121 079 | ↗122 095 | ↗122 851 | ↗123 725 | ↘59 359  | ↗59 997  | ↗60 595  | ↘60 022  | ↗60 666  |
| 2024     | 2025     |          |          |          |          |          |          |          |
| ↗61 154  | ↗61 771  |          |          |          |          |          |          |          |

### Национальный состав
По данным Всероссийских переписей населения 2002 года и 2010 года::
| Год переписи | 2002               | 2010               |
| ------------ | ------------------ | ------------------ |
| ингуши       | 76 515 (63,85 %)   | 104 010 (89,30 %)  |
| чеченцы      | 39 585 (33,04 %)   | 9578 (8,22 %)      |
| русские      | 2431 (2,03 %)      | 1391 (1,19 %)      |
| другие       | 1295 (1,08 %)      | 568 (0,49 %)       |
| не указано   | …                  | 923 (0,79 %)       |
| Всего        | 119 826 (100,00 %) | 116 470 (100,00 %) |

По итогам переписи населения 2020 года проживали следующие национальности (национальности менее 1 % и другое, см. в сноске к строке «Другие»):
| Национальность | Численность, чел. | Доля     |
| -------------- | ----------------- | -------- |
| Ингуши         | 56 809            | 94,65 %  |
| Чеченцы        | 1868              | 3,11 %   |
| Другие         | 1345              | 2,24 %   |
| Итого          | 60 022            | 100,00 % |

## Муниципальное устройство

Сельские поселения и одноимённые сёла Сунженского района
Алкун
Алхасты
Аршты
Берд-Юрт
Галашки
Даттых
Мужичи
Нестеровское (станица Нестеровская)
Троицкое (станица Троицкая)
Чемульга

В Сунженском муниципальном районе 10 населённых пунктов входящих в состав 10 сельских поселений:
| №  | Сельское поселение | Административный центр | Количество населённых пунктов | Население | Площадь, км² |
| -- | ------------------ | ---------------------- | ----------------------------- | --------- | ------------ |
| 1  | Алкун              | село Алкун             | 1                             | ↗934      | 0,21         |
| 2  | Алхасты            | село Алхасты           | 1                             | ↗4853     | 67,36        |
| 3  | Аршты              | село Аршты             | 1                             | ↗1489     | 57,42        |
| 4  | Берд-Юрт           | село Берд-Юрт          | 1                             | ↗1156     | 0,64         |
| 5  | Галашки            | село Галашки           | 1                             | ↗7345     | 0,56         |
| 6  | Даттых             | село Даттых            | 1                             | ↗280      | 0,58         |
| 7  | Мужичи             | село Мужичи            | 1                             | ↗2408     | 0,24         |
| 8  | Нестеровское       | станица Нестеровская   | 1                             | ↗18 166   | 2,71         |
| 9  | Троицкое           | станица Троицкая       | 1                             | ↗23 324   | 7,55         |
| 10 | Чемульга           | село Чемульга          | 1                             | ↗711      | 0,35         |

Населённые пункты
| №  | Населённый пункт | Тип     | Население | Сельское поселение |
| -- | ---------------- | ------- | --------- | ------------------ |
| 1  | Алкун            | село    | ↗972      | Алкун              |
| 2  | Алхасты          | село    | ↗4928     | Алхасты            |
| 3  | Аршты            | село    | ↗1515     | Аршты              |
| 4  | Берд-Юрт         | село    | ↗1176     | Берд-Юрт           |
| 5  | Галашки          | село    | ↗7493     | Галашки            |
| 6  | Даттых           | село    | →282      | Даттых             |
| 7  | Мужичи           | село    | ↗2451     | Мужичи             |
| 8  | Нестеровская     | станица | ↗18 614   | Нестеровское       |
| 9  | Троицкая         | станица | ↗23 616   | Троицкое           |
| 10 | Чемульга         | село    | ↗724      | Чемульга           |

## Развалины
- Акати
- Самиогоч
- Берешки
- Гандалбос